# Гай Терентилий Харса
Гай Терентилий Харса, също Гай Теренций или Гай Терентил Арса (на латински: Gaius Terentilius Harsa; Caius Terentius o Terentillus Arsa), е политик на Римската република от 5 век пр.н.е.
Той е първият от плебейска фамилия Теренции, който получава политическа служба. Фамилията произлиза от страната на сабините.
През 462 пр.н.е. Харса е народен трибун заедно със Секст Титий. По това време консули са Тит Ветурий Гемин Цикурин и Луций Лукреций Триципитин, които се бият успешно против волските и еквите и след връщането им в Рим празнуват триумф.